# Svenska mästerskapen i fälttävlan 2003
Svenska mästerskapen i fälttävlan 2003 avgjordes i Segersjö. Tävlingen var den 53:e upplagan av Svenska mästerskapen i fälttävlan.

## Resultat
| Placering | Ryttare         | Häst              |
| --------- | --------------- | ----------------- |
| 1         | Linda Algotsson | Fair Dobbin       |
| 2         | Sofia Andler    | Really Famous     |
| 3         | Katrin Norling  | Cacao af Tollstad |
| 4         | Anna Öhlund     | Caligula          |
| 5         | Johan Lundin    | Major Tom         |
| 6         | Viktoria Tevell | Montage           |